# Colonelul Tigh
 Colonelul Tigh  este un personaj fictiv interpretat de Terry Carter în serialul original Battlestar Galactica. În acest serial, el este ofițerul executiv de pe nava Galactica.. În primii săi ani, el a zburat pe un Viper în același escadron în care se afla Adama. (O carte bazată pe seria originală menționează că ar fi servit la bordul Battlestar Bellerophon înainte de a fi trimis pe Galactica.) Tigh pare la început a respecta la sânge litera regulamentelor militare, cu toate acestea, pe parcursul serialului reiese că are o latură mai permisivă. De exemplu, în episodul "Lost Planet of the Gods", Tigh i-a salvat pe Greenbean și pe ceilalți piloți din Escadronul Albastru de la necazuri cu Consiliul de Securitate și le-a spus să continue petrecerea de burlac a căptanului Apollo.